# 石井夏海
石井 夏海（いしい なつみ、天明3年〈1783年〉 - 嘉永元年6月13日〈1848年7月13日〉）とは、江戸時代の佐渡国の人物。

## 来歴
本姓は平、通称静蔵。石斎、夏海、安瀾堂と号す。佐渡国相川に生れる。幼少より下地細工絵を好み、長じては紀南嶺、谷文晁に絵を学ぶ。また司馬江漢から測量術、天文学、西洋油絵について学んだという。文化の末に耕地絵図取調の公命を受け、さらに文政のころ地方付絵図師となる。天保6年（1835年）、伊能忠敬が測量した地図の校正に携わり、二年後に大小八図の佐渡の地図を完成させた。
佐渡と江戸の間を往復し、曲亭馬琴、式亭三馬、近藤守重などの著名人たちと交友を広げた。北川真顔の門に入って狂歌をたしなみ、判者となっている。『小萬畠雙生種蒔』の題名で佐渡の伝承をもとにした合巻を執筆するが、これは広告文のみを出して未刊に終わった。享年66。子に石井文海がいる。